# كوسوكي كاتو
كوسوكي كاتو (باليابانية: 加藤康介؛ بالكانا: かとう こうすけ) هو لاعب كرة قاعدة ياباني، ولد في 2 يوليو 1978 في شيميزو ‏ في اليابان.

## روابط خارجية
- كوسوكي كاتو على موقع الدوري الياباني لكرة القاعدة (الإنجليزية)